# Martyn Lee (cầu thủ bóng đá)
Martyn Lee (sinh ngày 10 tháng 9 năm 1980) là một cựu cầu thủ bóng đá chuyên nghiệp người Anh thi đấu ở Football League cho Wycombe Wanderers và Cheltenham Town.